# Muratura

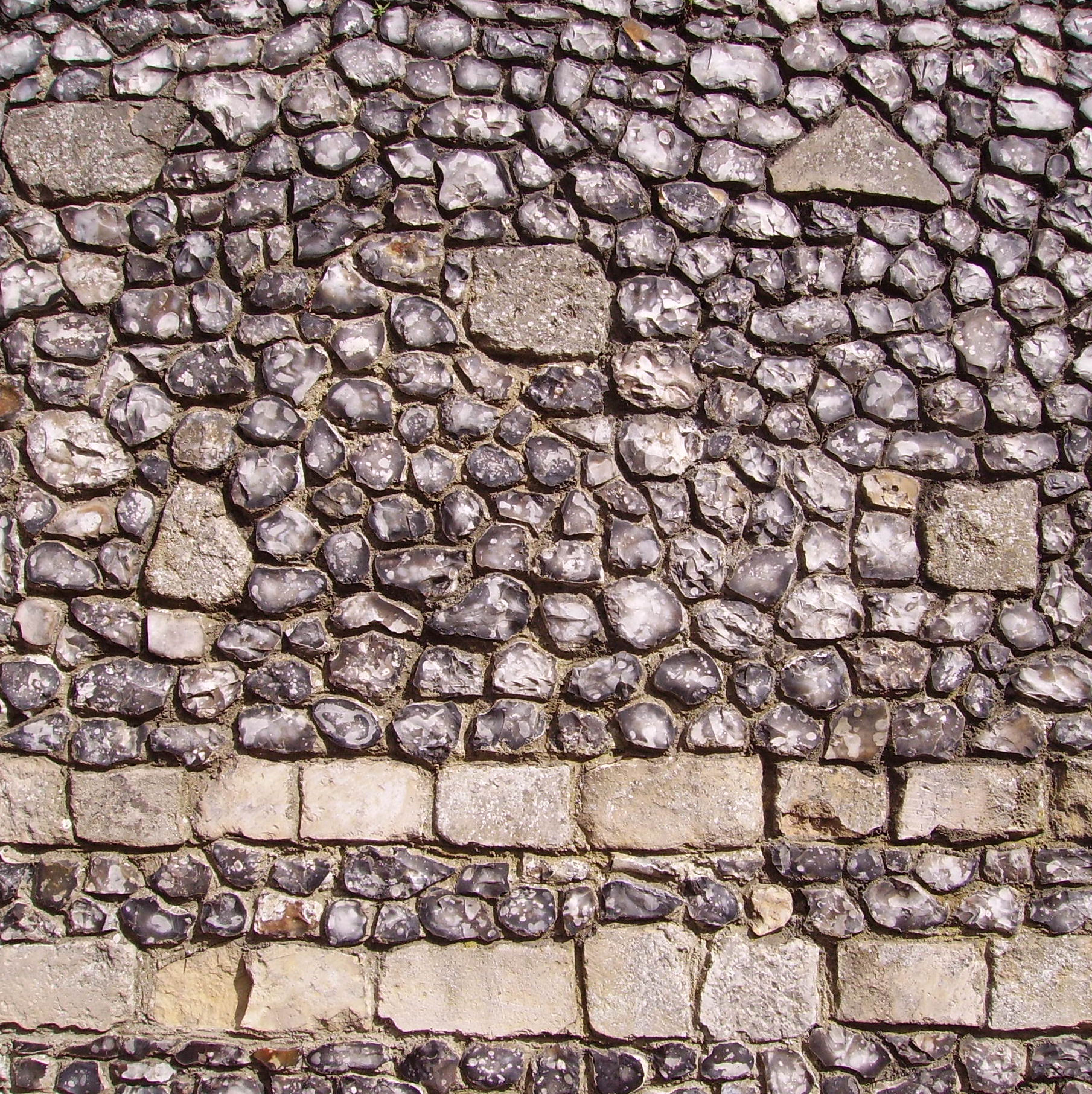
Muratura mista, Canterbury, Inghilterra

La muratura (o apparecchio murario), in architettura e in edilizia, è la tecnica per costruire una parete in pietre naturali o artificiali (mattoni).

## Storia
La muratura si è sviluppata in maniera sistematica con l'avvento delle grandi civiltà urbane e segna il passaggio da tecniche edilizie legate al legno, alla paglia, alle pelli per passare ad un periodo più maturo di edifici più duraturi e solidi.
Inizialmente il muro portante era realizzato a secco, semplicemente sistemando pietre sbozzate una sull'altra, cercando di incastrarle al meglio possibile, per raggiungere una buona stabilità e portanza. Esempi di muri antichi realizzati con questa tecnica sono i nuraghi sardi.
Le mura ciclopiche o mura megalitiche furono realizzate in epoca preistorica o protostorica con grandi blocchi irregolari, che venivano accostati compensandone le lacune con pietre più piccole, malte argillose o pietrame, cercando di colmare le cavità sulla superficie. Il muro in pietra squadrata è molto resistente e molto stabile, ma è senza dubbio più oneroso da realizzare, stante la necessità di cavare e lavorare le pietre, oltre che di posizionarle. Si trovano notevoli esempi di questi muri in America Latina, in Grecia, in Egitto, in Giappone. Esempi in Italia sono le mura megalitiche del Lazio (le mura poligonali di Anagni, Alatri, Ferentino e Segni), dell'Umbria (Amelia) (dove, accanto alla possente cinta poligonale, è presente anche una cinta più interna di origine megalitica), e della Toscana (Fiesole), solo per citarne alcuni.

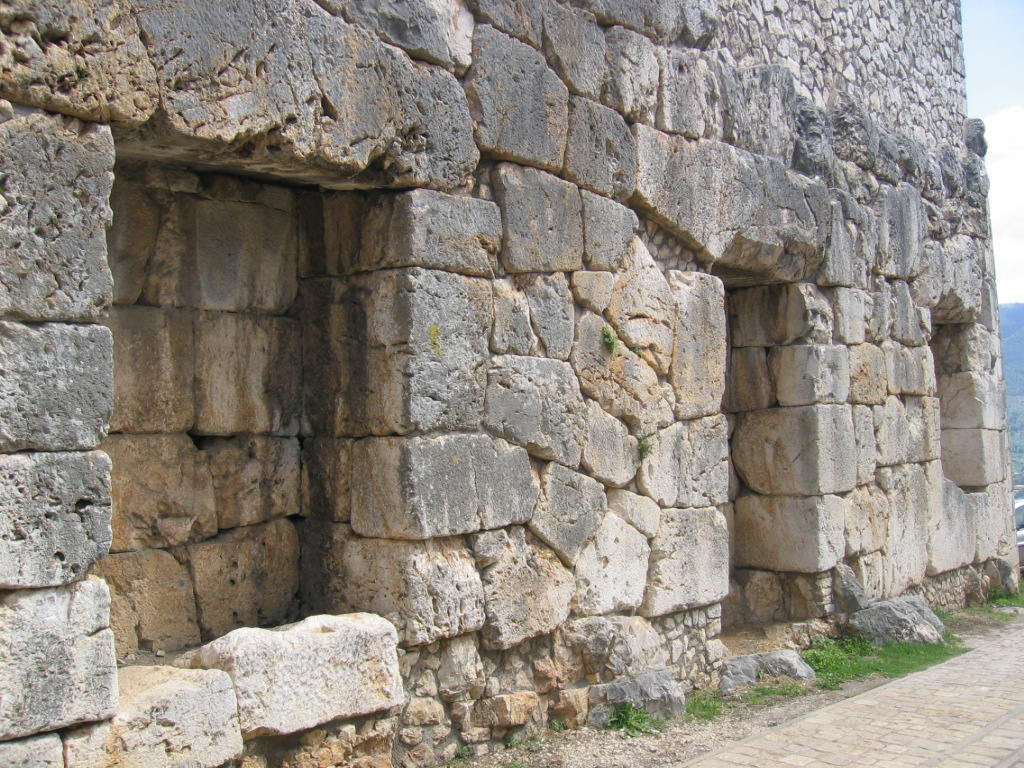
Le mura poligonali dell'Acropoli di Alatri.

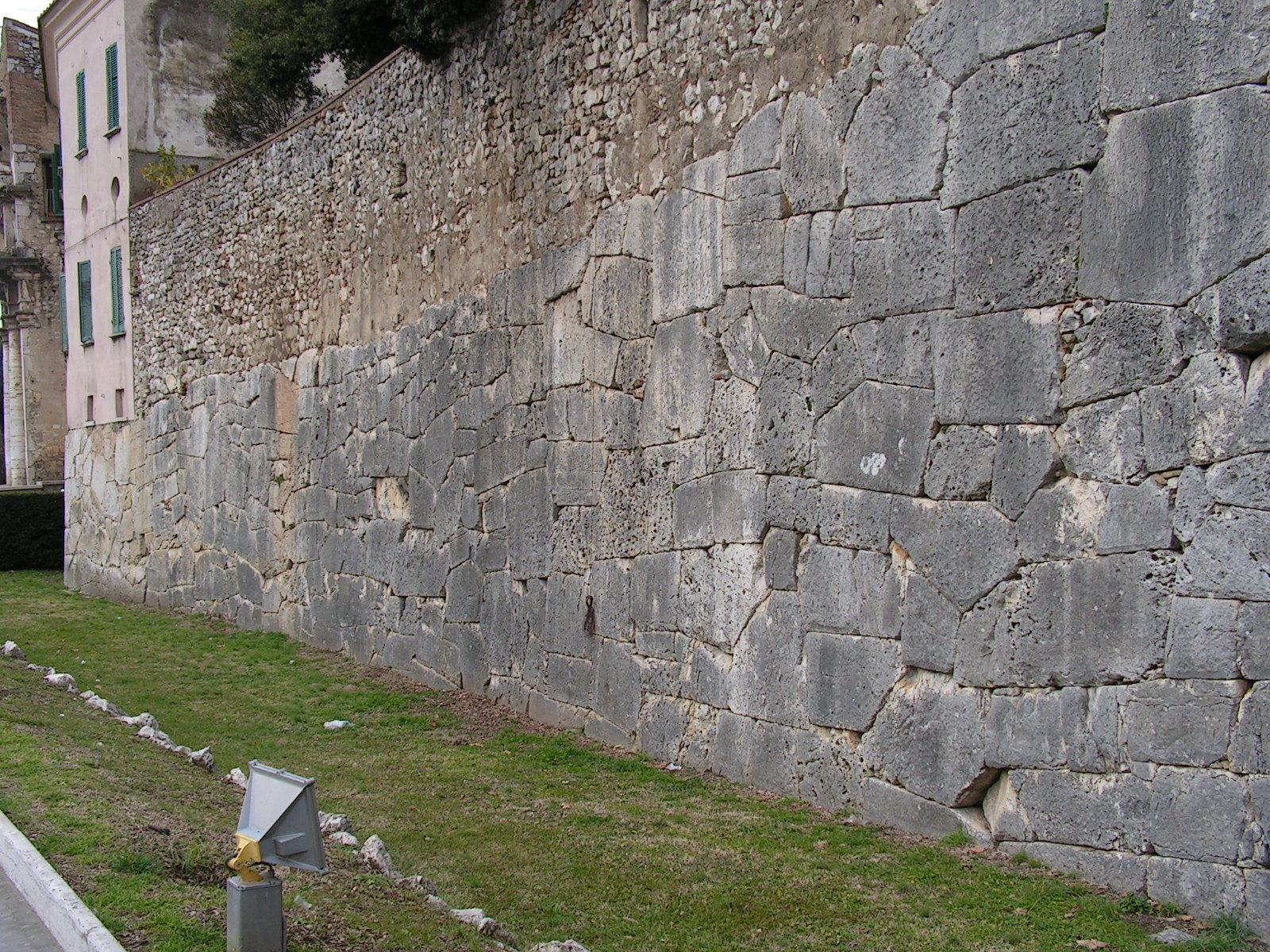
Le mura poligonali di Amelia, particolare del lato Sud.

La compattezza del muro di un edificio aveva come scopo sia quello di creare un ambiente interno isolato da quello esterno, sia quello di distribuire in maniera il più possibile regolare le forze di compressione agenti sul muro stesso.
I romani svilupparono particolari tecniche murarie dette opus:
- opus quadratum (pietre tagliate a parallelepipedo disposte in file orizzontali)
- opus coementicium (pietrame e malta)
- opus incertum (pietre con disposizione casuale nella malta, ma facce principali rivolte all'esterno)
- opus reticulatum (pietre a base quadrata disposte in diagonale)
- opus mixtum (opus reticulatum con spigoli in mattoni)
- opus testaceum (o latericium, fatto da mattoni)

Il muro di pietre squadrate di grandi dimensioni nel mondo romano e greco veniva rafforzato con delle grappe di piombo che venivano colate allo stato fuso in alloggiamenti ricavati appositamente sulle stesse pietre. Tale tecnica è stata utilizzata in molti templi dell'Acropoli di Atene e nel Colosseo, oltre che in tutte le altre importanti strutture del periodo. Il Colosseo, privato nel tempo di tali grappe di ancoraggio, tolte per ricavare il piombo che veniva fuso e riutilizzato, subì notevoli danni a causa del terremoto di Roma del XIII secolo.
Parallelamente allo sviluppo del muro di pietre squadrate avanzano le tecniche del muro in mattoni. Inizialmente il mattone era realizzato con uno stampo riempito di terra e paglia, lasciato essiccare al sole. Questi mattoni venivano montati a secco e, con questa tecnica, veniva realizzato lo ziggurat al tempo della civiltà mesopotamica. La terra inconsapevolmente utilizzata era limo, argilla o altri sedimenti compatti, ma risultava estremamente friabile e poco affidabile nel tempo. Finché non si scoprì che, una volta cotta, acquistava tutt'altre proprietà, come ci racconta la storia delle Tavole di Ebla: pani di argilla cruda incisi, che arrivano a noi solo grazie a un grande incendio che interessò la biblioteca che le accoglieva, cuocendo così l'argilla.
Con la scoperta della calce, la muratura subì l'ultima grande svolta tecnica della sua evoluzione e nacque il muro allettato con calce. Tale tecnica consiste nel posizionare i mattoni l'uno sull'altro avendo cura di gettare uno strato di calce sulla fila di mattoni inferiore e tra un mattone e l'altro nella stessa fila. La calce, indurendosi, si lega ai mattoni cotti (che hanno una superficie scabra che favorisce la presa) e crea con essi un unico elemento strutturale molto più resistente del mattone crudo.
Dal punto di vista della resistenza, della durata e della qualità complessiva, il muro di pietre squadrate di grandi dimensioni rimase però la migliore soluzione possibile, e venne utilizzato in tutto il periodo classico e nel periodo gotico per la realizzazione degli edifici di maggiore pregio. Il costo della pietra squadrata di grandi dimensioni, cresciuto notevolmente nei secoli rispetto al muro di mattoni, contribuì all'abbandono della pietra a favore del mattone allettato già nel Rinascimento, ed a tale periodo appartengono le più antiche fornaci per calce o mattoni, come quelle di Pedras Serradas o di Ferentino. Rimase comunque in auge la tecnica del muro di pietre squadrate di piccole dimensioni, più vicina alla tecnica del muro di mattoni.
La scoperta della ghisa e dell'acciaio prima, e del cemento armato poi, portarono all'abbandono del muro in pietra a favore del solo muro in laterizio allettato con malta di calce o malta di cemento.
Attualmente i muri portanti sono realizzati in mattoni di laterizio pieno, con blocchi di pietra, di tufo o di calcestruzzo, oppure tramite travi e colonne in calcestruzzo armato inframezzate da tamponature.

## Definizione

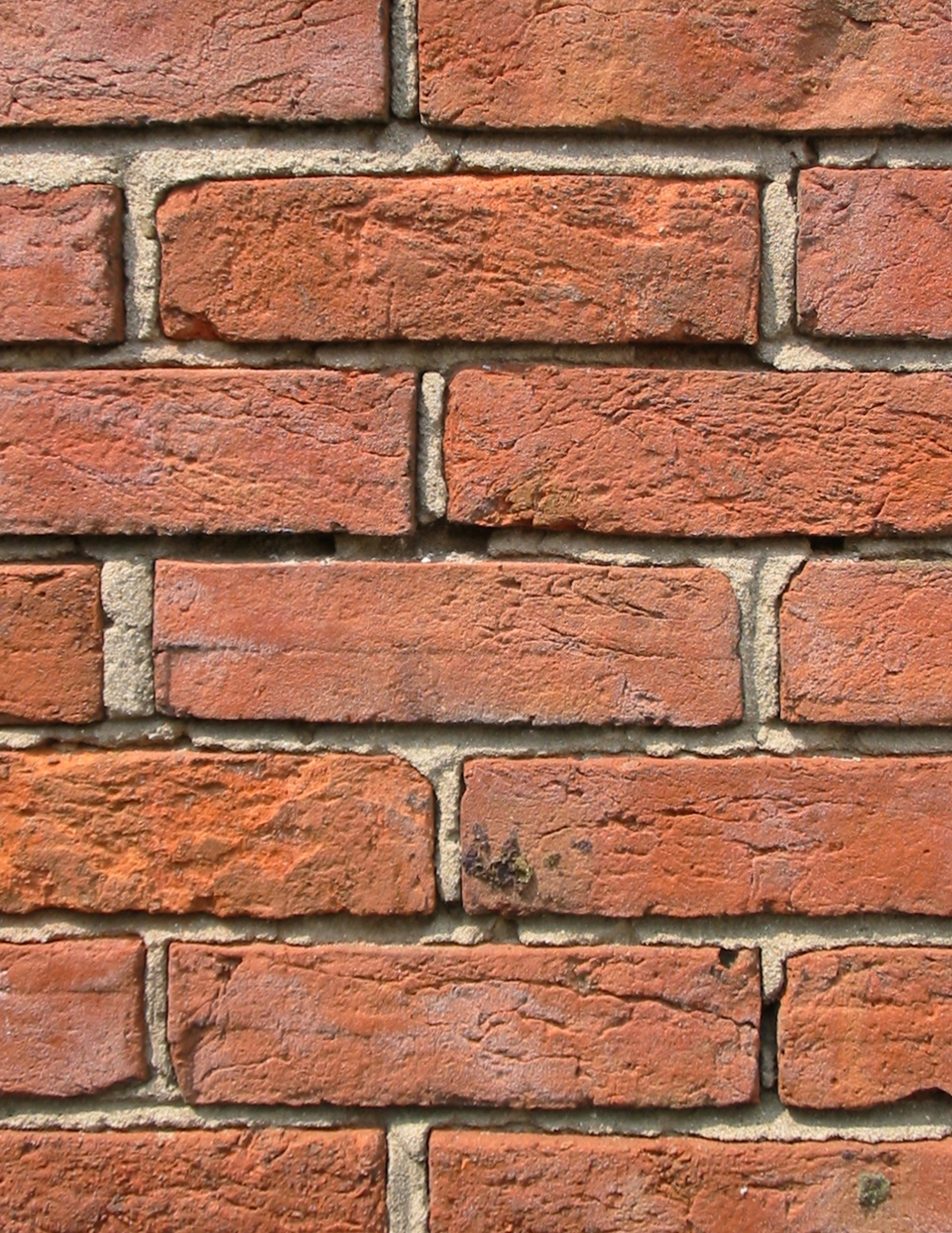
Un muro in mattoni

Il muro è una struttura edilizia verticale portante, particolarmente robusta, realizzata come ossatura principale di un edificio (muro di fondazione, muro di spina, muro perimetrale) o come delimitazione di uno spazio esterno (muro di cinta, muro di confine).
Nella realizzazione di un muro, i materiali di varia provenienza vengono uniti da un legante che rende la struttura monolitica.
Un muro deve garantire alla struttura:
1. Funzione portante;
2. Protezione dagli agenti atmosferici;
3. Isolamento termico;
4. Isolamento acustico;
5. Sicurezza dal fuoco;
6. Sicurezza in caso di eventi sismici.

Per determinare lo spessore del muro che soddisfi tutte le caratteristiche, bisogna eseguire:
- La verifica di resistenza statica: con il metodo della scienza delle costruzioni si calcola quanto può essere caricata la trave;
- La verifica agli agenti atmosferici: essa controlla se i materiali che formano il muro devono essere resistenti all'acqua meteorica e al gelo;
- La verifica all'isolamento termico: il muro costruito deve creare all'interno dell'abitazione condizioni di vivibilità. Essa non deve essere troppo calda in estate né troppo fredda o dispersiva in inverno. Queste caratteristiche sono in relazione con i materiali e con lo spessore del muro;
- Verifica della coibenza acustica: il muro in questione deve essere insonorizzato rispetto agli agenti acustici esterni ed interni. Questo è in relazione ancora una volta con i materiali e con lo spessore del muro.

I muri vengono suddivisi in tre categorie:
1. portanti: i muri portanti hanno capacità statica e tengono la struttura in piedi;
2. divisori: i muri divisori servono a dividere i diversi vani dell'abitazione;
3. di tamponamento: essi servono a chiudere gli spazi tra le travi e i pilastri delle strutture intelaiate.

Un'altra classificazione dei muri viene effettuata in base ai materiali con cui sono costruiti:
- Pietra;
- Laterizio;
- Blocchi in laterizio.

I muri di cui si tratta in questo contesto prendono il nome di muri in elevazione. In base alla tecnica di costruzione si categorizzano in:

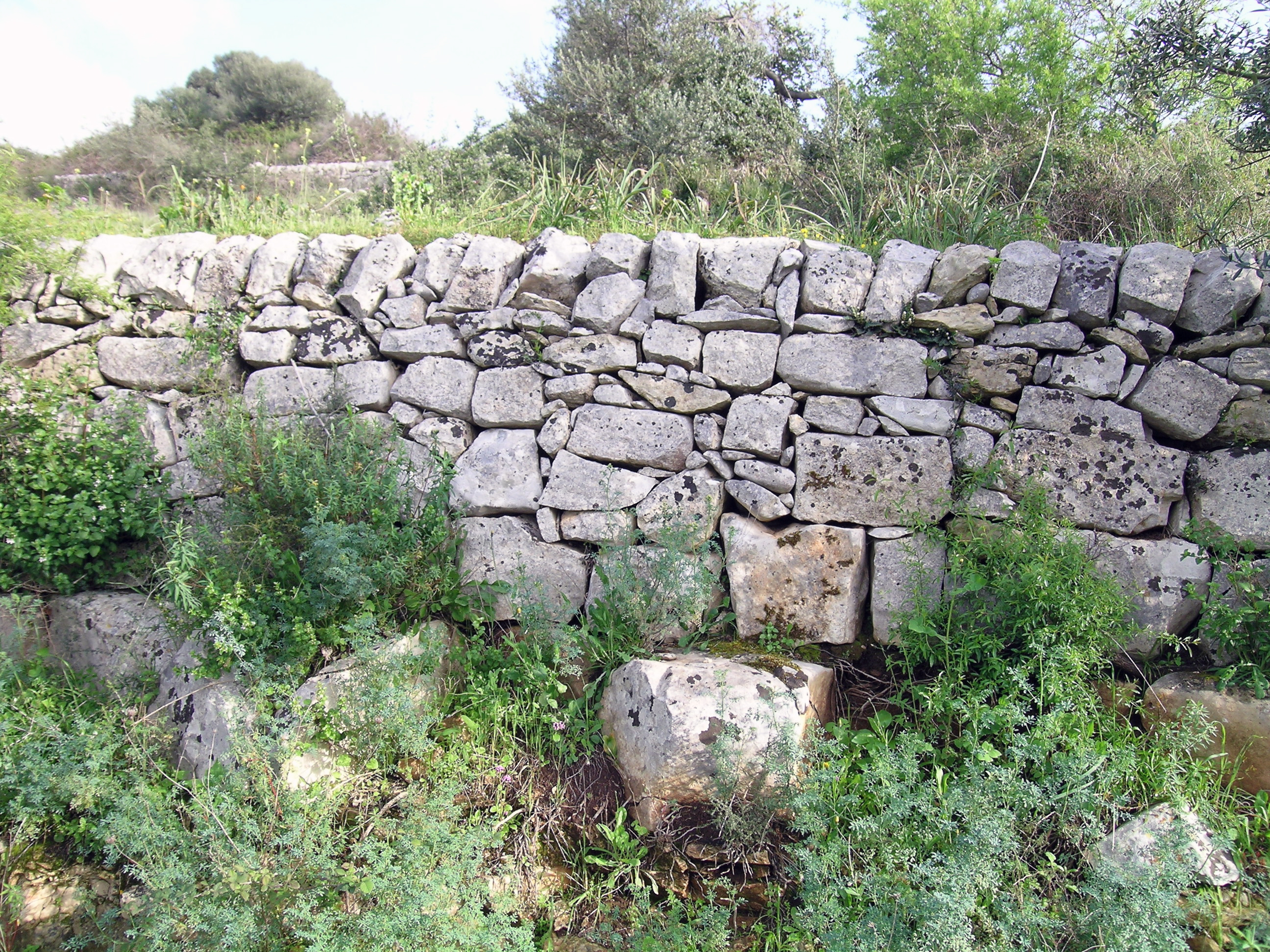
Muro a secco presso Ragusa

- Muri a secco: vengono costruiti senza l'ausilio di leganti;
- Muri con malte;
- Muri di getto: vengono realizzati con materiali vari, nelle cavità del terreno con l'ausilio delle casseforme.

In base alla forma i muri vengono detti:
- monostrato
- multistrato, o muri doppi.

Le murature di questo tipo vengono posate senza alcuna preoccupazione per il fattore estetico. Essi non possono essere meno spessi di 50 cm perché non resisterebbero ai carichi. L'esecuzione del muro a regola d'arte prevede che:
- La posizione del concio sia piana, poiché in posizione retta comporterebbe diminuzione di resistenza ai carichi.
- Gli spazi vuoti tra concio e concio siano limitati, il che risulta difficile per l'irregolarità dei pezzi di pietra.

Gli spazi più grandi tra i conci devono essere riempiti da zeppe (pezzi più piccoli di pietra). Il concio, prima di essere posato, deve essere immerso in malta idraulico-cementizia. Ciò è molto importante per la resistenza finale del muro. Gli errori più comuni commessi in cantiere sono:
- L'impiego di pietrame di tipo diverso
- L'uso di mattoni come zeppe
- L'esecuzione del muro a sacco: si compongono i due lati del muro con pezzi di pietra, riempiendo l'interno con calcestruzzo o malta e pezzi di scarto
- L'esecuzione del muro a piramide: se l'esecuzione di questa tecnica viene fatta a regola d'arte, è molto utile e resistente, ma nella maggior parte dei casi si rivela molto costosa e inutile.

### Muratura in calcestruzzo
L'uso del calcestruzzo può comportare vantaggi considerevoli in termini di costi e di tempo. Ci sono tre elementi però da tenere presente:
- La notevole dilatazione;
- Il ritiro;
- La permeabilità.

Il calcestruzzo è di facile utilizzo nelle murature di importante spessore e anche nelle fondazioni, dove lo spessore non è mai inferiore ai 50 cm e il terreno permette una buona stagionatura. Si hanno invece delle difficoltà quando il muro è faccia a vista e di piccolo spessore, in questo caso il rischio di ritiro e di crepe è molto alto. Anche in costruzioni di muri di notevole spessore si hanno fessurazioni e crepe. Per impedire che accada tutto ciò si adottano queste soluzioni:
- Un'armatura di ferro adeguata con maglia molto stretta;
- Un'accurata previsione dei giunti di dilatazione;
- Una dosatura elevata di cemento;
- Una perfetta vibrazione del conglomerato;
- Non cambiare la sezione sulla stessa facciata perché ad ogni cambio si avrà una fessurazione.

### Muratura in materiali tufacei
Le murature in tufo sono tuttora utilizzate per la loro praticità ed economia. Esse vengono usate in costruzioni alte al massimo tre piani. I blocchi in commercio hanno dimensioni di 30 x 40 x 13 cm e quindi si avranno muri con spessori di 30–40 cm o multipli di questi. I blocchi di tufo inoltre devono essere lasciati riposare affinché - perdendo l'acqua di cava - si induriscano.

### Muratura in pietra
Le murature in pietra a secco sono un metodo costruttivo usato fin dall'antichità per la sua semplicità di messa in opera. Il muro in pietra a secco di norma era spesso 50 cm e non superava l'altezza di 160 cm.
I muri in pietra hanno varie tipologie costruttive:

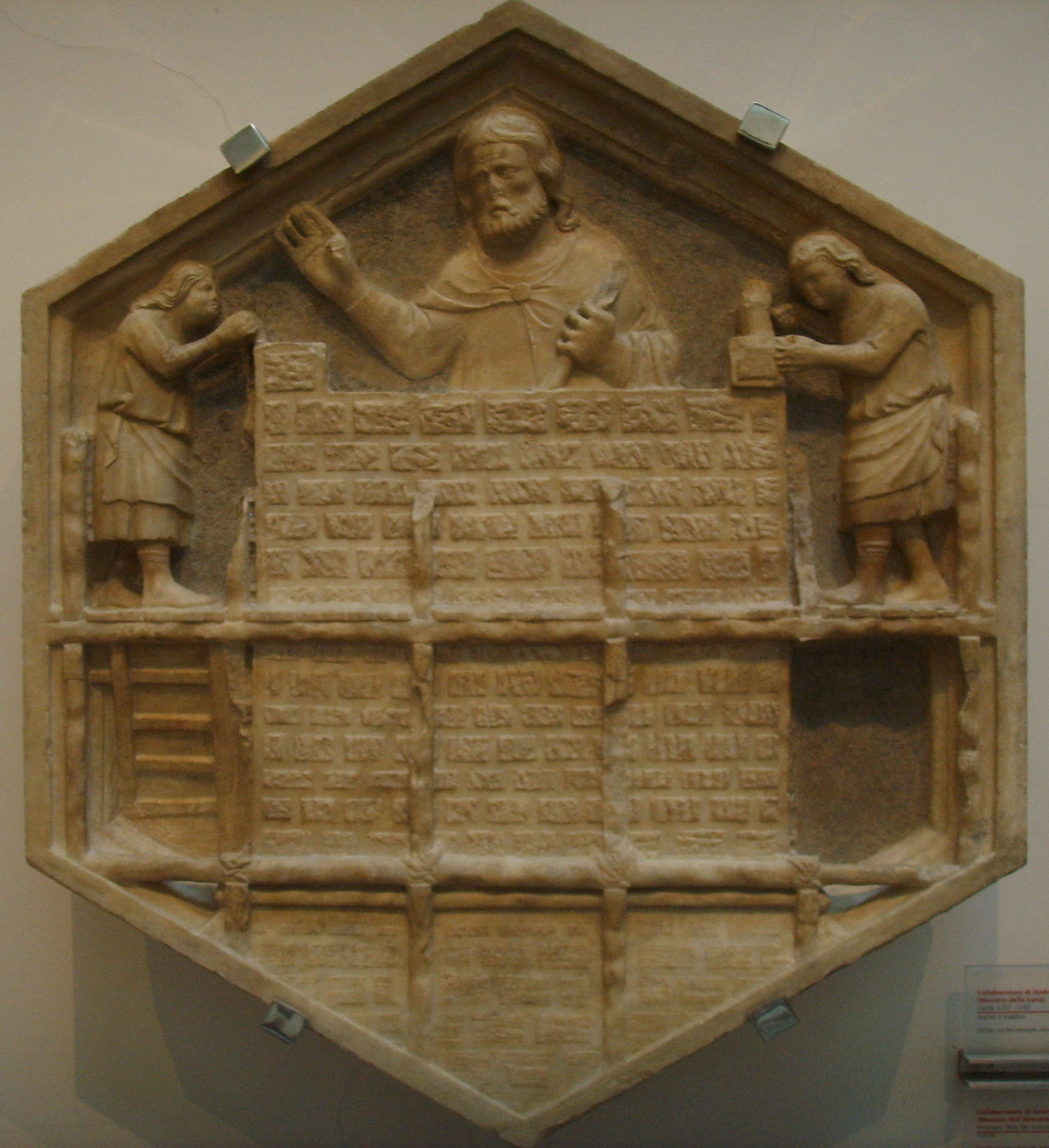
Arte del costruire, formella del Campanile di Giotto, collaboratore di Andrea Pisano (Maestro dell'Armatura), 1334-1336, Firenze

1. Murature con conci di pietra squadrata
2. Murature con parametro di pietra squadrata
3. Murature di pietrame faccia a vista: a corsi regolari, a opus incertum, a corsi interrotti, in opera ciclopica.
4. Murature con blocchi di tufo
5. Murature ordinarie di pietrame
6. Muratura a e emplecton
7. Murature ordinarie di pietrame e mattoni. I mattoni usati in questo caso possono essere impiegati per riempire gli spazi lasciati dalle pietre, per fare gli spigoli e gli angoli, e infine intervallati con la pietra.
8. Nel primo caso si ha un vantaggio economico e un'eliminazione di macchie di umidità in quanto la pietra è igroscopica; inoltre, si ottiene una maggiore uniformità dei carichi con un assestamento della muratura. I mattoni possono essere anche armati, seppur debolmente, con fasce di 12 cm.

Questa tecnica è ancora molto usata nelle zone di produzione di pietra di buona qualità. Essa può essere eseguita in vari modi:
- A corsi regolari: il muro è spesso 50 cm ed è composto da un'ossatura di mattoni o calcestruzzo con un rivestimento nella parte esterna di mattoni faccia a vista. I conci di pietra, prima di essere posati, devono essere immersi in strati di malta idraulico-cementizia in modo da non lasciare spazi. Prestare molta attenzione agli angoli dove si concentrano i carichi. Inoltre i muri faccia a vista possono essere in base al gusto estetico: a rasa, a gola incavata, a toro sporgente. Il giunto deve essere raschiato per impedire la stagnazione dell'acqua e l'infiltrazione nel muro, e deve essere riempito con ottima malta cementizia.
- A opus incertum: possono essere usati anche scampoli di pietra di diversa dimensione incastrati tra loro con colpi di scalpello;
- A corsi interrotti: questa tecnica consiste nell'usare pietre più grandi per interrompere la ripetitività del muro, ottenendo un gradevole effetto estetico;
- Ciclopica: con questa tecnica si usavano pietre di grandi dimensioni e i vuoti venivano riempiti con scaglie più piccole di pietra.

## Tecnica
Tra una pietra e l'altra è di solito usato un legamento (grappe, tasselli, malta...) per creare una superficie compatta e per legare saldamente le pietre tra loro. La malta riveste una particolare importanza nel risultato finale della muratura, e sono importanti variabili la quantità e la qualità impiegate di essa. L'uso della malta è tipico delle murature in mattoni, mentre quello senza malta è più frequente quando si usano pietre naturali. La muratura è tanto più resistente (da un punto di vista statico), tanto più i singoli elementi che la compongono sono immorsati, cioè saldamente uniti.
La trasmissione del peso da pietra a pietra (o da mattone a mattone) avviene in maniera ottimale quando la superficie di appoggio è piana e regolare, anche se dipende dal tipo di pietre usate: pietre grandi e pesanti stanno su anche con pochi punti di appoggio, mentre elementi di piccole dimensioni richiedono superfici lisce e un legamento di malta. Il giunto è il sottile spazio (la commessura) tra una pietra e l'altra.
La scelta di una muratura rispetto a un'altra ha effetti nell'estetica e nella tecnica.

## Classificazione
Le murature possono essere classificate in vari modi secondo la funzione svolta o dei materiali e delle tecniche con cui vengono costruite. Esiste la tecnica a secco (senza malta), la muratura in pietre da taglio (di forme squadrate), un conglomerato di pietrame (un antesignano del cemento, con molta malta e pietre non molto grandi, come ciottoli), a sacco (due cortine di vario genere, riempite al centro da conglomerato di pietrame), ecc.
Sono altresì differenziate in base al loro ruolo strutturale, portante o non portante. Guardando al paramento esterno, quando viene usata una pietra lavorata si parla di pietra concia, dove ogni singola pietra è detta concio.

## Definizione

### Tipi di murature
- Muratura perimetrale
  - portante: muratura portante
  - non portante: tamponatura
- Muro di divisione interno
  - portante: muro di spina
  - non portante: tramezzo
- Muratura di confine
- Muratura (o muro) di sostegno

### Materiali
- Murature in laterizio (mattoni)
  - in laterizio alveolato o porizzato (in genere per tramezzi o tamponature ad alta efficienza energetica)
  - in laterizio forato (in genere per tramezzi)
  - in laterizio portante (in genere per muri portanti)
  - in laterizio sismico forato con alloggi per armatura (in genere per muri portanti armati)
  - in laterizio pieno o semi-pieno (in genere per muri portanti)
- Murature in pietra
  - Muratura in pietra a secco
  - Muratura in pietra e calce
  - Muratura a emplecton
- Murature in blocchi di cemento-cemento armato
- Murature in pannelli prefabbricati di materiali misti

## Il muro nella cultura di massa
I muri sono spesso considerati, nella maggior parte delle culture, come barriere che impediscono l'accesso e l'entrata. La rock band Pink Floyd ha usato il muro come metafora per esprimere l'isolamento percepito dal protagonista nel loro concept album del 1979 The Wall. Il poeta americano Robert Frost descrive un muro senza scopo come metafora della difficoltà nel vedere il limite culturale, nella sua poesia "Mending Wall", pubblicata nel 1914. Come esempio concreto, il muro di Berlino, costruito dall'Unione Sovietica, allo scopo di dividere Berlino in due parti, è diventato simbolo globale di oppressione e isolamento. 

Trompe-l'œil di Banksy sul muro di confine tra Israele e Cisgiordania.

In questi casi, il muro è simbolo dell'incapacità individuale mentale e/o fisica, sentita come barriera invalicabile. Un altro connotativo di “muro” è piattaforma sulla quale pubblicare contenuti o scrivere, per esempio il social network Facebook.
Nella cultura contemporanea, il muro è stato usato da molti artisti e dalla street art come mezzo di denuncia sociale, al fine di rendere evidenti tematiche di attualità. Esponenti di questo movimento sono Keith Haring e Banksy. Haring nel 1986 si recò a Berlino per dipingere sul muro, che rappresentava un ostacolo alla libertà dei cittadini. Il muro di Berlino impediva la libera circolazione tra Berlino Est e Berlino Ovest: agli abitanti dell’est era infatti proibito varcare il confine. E, quindi, l’intento di Keith Haring non poteva che essere: «distruggere il muro dipingendolo» come egli stesso dichiarò.
Lo street artist Banksy invece si recò più volte in Cisgiordania (nel 2005, nel 2007, e nel 2015), al confine con lo stato di Israele, per realizzare le sue opere sulla barriera che divide i due territori. Vi sono un totale di nove opere di Banksy lungo tutto il perimetro.  I soggetti sono per la maggior parte bambini che non vogliono soggiacere alle limitazioni imposte dalle barriera e che tentano di aggirarla in volo aggrappati a dei palloncini, o di forarla con paletta e secchiello; e se ciò non è possibile, si limitano a mirare i paradisi terrestri presenti al di là del muro attraverso degli squarci aperti da Trompe-l'œil.